# Счастливый случай
«Счастливый случай» (It Could Happen To You в переводе с англ. — «Это могло случиться с тобой») — американский художественный фильм 1994 года.
Фильм основан на реальной истории, произошедшей в марте 1984 года в Нью-Йорке с официанткой Филлис Пензо и офицером полиции Робертом Каннингеймом.

## Сюжет
Действие происходит в Нью-Йорке . Эту историю рассказывает Энджел Дюпри как сказку. Полицейский Чарли Лэнг — очень хороший человек как в своей работе, так и в гражданской жизни. Однажды, когда Чарли и его напарник Бо завтракают в кафе, Чарли знакомится с официанткой Ивонн Биаси. Она была довольно недружелюбной , поскольку ей пришлось давать показания в тот же день в суде, потому что ее муж ( актёр Эдди Биаси), с которым она не может позволить себе развод, потратил 12 000 долларов по их общей кредитной карте и влез в долги из-за этого Ивонн пришлось стать банкротом. Сама Ивонн приехала в Нью-Йорк из Питтсбурга 5 лет назад чтобы стать актрисой. 
Поскольку у Чарли нет с собой мелочи, кроме лотерейного билета, он обещает Ивонн половину любого выигрыша в лотерею вместо чаевых . На самом деле Чарли и его жена Мюриэль угадали все шесть цифр правильно. После того, как Мюриэль вынуждена признать, что ее доля в джекпоте в 64 миллиона долларов сократилась до 4 миллионов из-за других победителей, разгорается жаркий спор, когда Чарли рассказывает ей о своем обещании разделить выигрыш с Ивонной. Мюриэль настаивает на том, чтобы не отдавать Ивонне долю прибыли.
На следующий день несмотря на мнение Мюриэль  Чарли решил выполнить своё обещание и успокоить свою совесть, сделав небольшой подарок подарив цепочку для очков Ивонн чтобы она всегда знала где её очки. Ивонн рада такому вниманию и извинилась за то что была так груба вчера ссылаясь на свои финансовые трудности . Чарли видит, как Ивонн ухаживает за больными , которые часто посещают это кафе, и он понимает, что Ивонн хороший человек и что было бы правильно отдать ей часть выигрыша, чтобы помочь ей. Он предоставляет ей право выбора: удвоить чаевые или разделить выигрыш в лотерею пополам. Ивонн выбирает последний вариант и, после первоначального недоверия, радуясь сумме своего выигрыша.
Чарли, Ивонн и Мюриэль попали в заголовки газет после пресс-конференции лотерейной компании, заявив, что «официантке дали чаевые в размере 2 миллионов долларов».
На церемонии выдачи чеков победителям лотереи Мюриэль видит в этом возможность стать представителем своих любимых косметических средств.
Ивонн покупает закусочную, где она работает, и тут же увольняет своего бывшего начальника, и даже устанавливает столик с именем Чарли, где бедные и бездомные могут получить бесплатную еду.
Мюриэль планирует увеличить свое богатство; она описывает себя как «роскошную личность». Часть своего состояния она тратит на ремонт квартиры и различные предметы роскоши. Чарли ранен выстрелом во время исполнения служебных обязанностей. Муж Ивонны возвращается в ее жизнь и хочет получить свою долю выигрыша.
Поскольку устремления Мюриэль, очевидно, чисто материалистичны, отношения между ней и Чарли отдаляются. Чарли проводит время с Ивонной, в то время как Мюриэль знакомится на вечеринке на лодке с победителем лотереи Джеком Гроссом, который предлагает ей способы вложения денег, что вызывает интерес у Мюриэль.
Когда СМИ сообщают о благотворительности  Чарли и Ивонн, Мюриэль выгоняет Чарли из квартиры и требует развода. Соседский мальчик советует Чарли провести ночь в отеле «Плаза» . Ивонн, подвергающаяся преследованиям со стороны мужа, также остается там на ночь и случайно встречает Чарли на ресепшене. Затем они проводят ночь вместе.
Однако сотрудники отеля сообщили об этом СМИ. Из-за последовавшей шумихи в СМИ, что Чарли якобы избивал свою жену шансы Чарли на успех в последующем бракоразводном процессе весьма невелики. Его обвиняют в длительных отношениях с Ивонн. Адвокаты Мюриэль требуют от него 1 миллион долларов, а также 2 миллиона долларов от Ивонн, поскольку Чарли играл с датой рождения Мюриэль и годовщиной ее свадьбы. Однако Чарли ошибся с датой свадьбы на один день, но Мюриэль заявила суду, что неправильная дата была вызвана призраком ее отца, явившимся ей во сне.
Мюриэль удается добиться выполнения всех своих требований, оставляя Чарли и Ивонн без гроша в кармане. Ивонн отдаляется от него и чувствует себя виноватой за то, что разрушила его жизнь. Чарли хотел навестить Ивонн в её доме, но не находит её там, позже он идёт в кафе Ивонн, и находит Ивонн. Чарли   говорит Ивонн, что его не волнуют деньги и что человек, которого он узнал в ней, значит для него гораздо больше, чем деньги. Чарли и Ивонн теперь планируют покинуть Нью-Йорк. Пока они танцуют одни в заброшенном кафе Ивонны, в дверь стучится бездомный и просит суп. Ивонн дает ему суп.. Пока Чарли и Ивонн танцуют, бездомный тайно фотографирует их . Оказывается, предполагаемый бездомный — это Энджел Дюпри, фотограф New York Post . Среди прочего, в трогательной газетной статье он рассказывает о «темном часе» этой пары. что когда Энджел уходил , Чарли дал ему немного денег и пожалел, что больше ничего не осталось.
Эта история побуждает жителей Нью-Йорка, следуя подсказке из газеты, вершить правосудие по-своему и оказать Чарли и Ивонне свою помощь. В кафе Ивонн приходят тысячи писем, все они заполнены несколькими долларами или небольшими чеками, благодаря чему Чарли и Ивонн получают  с писем  600 000 долларов. После развода Чарли и Мюриэль новый муж Мюриэль, Джек Гросс, бежит из страны со всеми деньгами и оказывается мошенником. Затем она переезжает с матерью в Бронкс и возвращается к своей старой работе в салоне красоты. Бывший муж Ивонн, Эдди, устраивается работать таксистом. Чарли с радостью возвращается в полицию, а Ивонн выкупает  своё кафе. В конце фильма Чарли и Ивонн женятся и начинают свой медовый месяц, взлетая из Центрального парка на воздушном шаре с заголовком New York Post «Полицейский женится на официантке», как раз перед финальными титрами.

## В ролях
| Актёр         | Роль         |
| ------------- | ------------ |
| Николас Кейдж | Чарли Лэнг   |
| Бриджит Фонда | Ивонн Биаси  |
| Рози Перес    | Мюриэль Лэнг |
| Уэнделл Пирс  | Бо Уильямс   |
| Айзек Хейз    | Энджел Дюпри |
| Стэнли Туччи  | Эдди Биаси   |